# Directive européenne sur l'harmonisation de certains aspects du droit d'auteur et des droits voisins dans la société de l'information (2001)
Pour les articles homonymes, voir Directive européenne sur l'harmonisation de certains aspects du droit d'auteur et des droits voisins dans la société de l'information.
La Directive 2001/29/CE du Parlement européen et du Conseil du 22 mai 2001 sur l'harmonisation de certains aspects du droit d'auteur et des droits voisins dans la société de l'information (également appelée EUCD, d'après le sigle anglais de European Union Copyright Directive) est une directive européenne destinée à être transposée dans les législations nationales des États membres. Elle correspond à la mise en œuvre au niveau de l'Union européenne des traités de l'Organisation mondiale de la propriété intellectuelle (OMPI) sur le droit d'auteur et sur les interprétations et exécutions et les phonogrammes, tous deux signés en 1996.

## Contenu de la directive
La directive comporte quatre chapitres et quinze articles.

### Le chapitre 1

#### Article 1 Objectif et le champ d'application
L'article fixe l'objectif et le champ d'application de la directive, à savoir la protection juridique du droit d'auteur et des droits voisins dans l'Union européenne.

### Le chapitre 2
Il fixe les droits et exceptions à la protection juridique du droit d'auteur et des droits voisins.

#### Article 2 Reproduction d'une œuvre
L'article prévoit le droit d'autoriser ou d'interdire la reproduction d'une œuvre.

#### Article 3 Communication au public
L'article prévoit le droit d'autoriser ou d'interdire la communication au public (et la mise à disposition) d'une œuvre.

#### Article 4 Distribution au public
L'article prévoit le droit d'autoriser ou d'interdire la distribution au public d'une œuvre.

#### Article 5 Exceptions et limitations
L'article prévoit une liste fermée d’exceptions et de limitations facultatives au monopole de l’auteur pour les droits de reproduction, de communication, et de distribution au public d'une œuvre. Il énumère les 20 possibilités que les États membres peuvent choisir ou non d'incorporer / transposer dans leur droit national.
Exemples d'exception et de limitation possible :
- lorsqu'il s'agit de copie privée
- lorsqu'il s'agit de copies effectués par des bibliothèques, des établissements d'enseignement, des musées ou par des archives
- lorsque la reproduction est le fruit du déroulement d'un processus technique automatisé non commercial visant à transmettre ou utiliser l'œuvre (ex. copie nécessaire au dépôt légal des œuvres en ligne)
- lorsqu'il s'agit d'un usage par des personnes handicapées
- lorsqu'il s'agit de revue de presse, de citation, de parodie…

La directive impose cependant aux États d'établir des dérogations pour :
- les copies techniques qui n’ont pas de signification économique
- l’application au droit d’auteur de la théorie de l’épuisement du droit de distribution (comme cela se faisait déjà pour les brevets)
- les marques
- les bases de données

et de reprendre le dispositif de protection des mesures techniques et des informations juridiques installées par les titulaires de droits.

### Le chapitre 3
Il traite des verrous numériques (les DRM) et de leur contournement.

#### Article 6 Contournement des DRM
L'article rend illégal le contournement des verrous numériques. Il rend aussi illégaux la promotion, la distribution, la vente ou l'utilisation de logiciels et / ou de services permettant le contournement des verrous numériques.
L'article prévoit des exceptions notamment pour :
- les bibliothèques, les établissements d'enseignement, les musées, les archives
- une illustration dans le cadre d'un enseignement ou d'une recherche scientifique
- l'usage par des personnes handicapées.

Les États membres peuvent aussi prévoir une exception au contournement des verrous numériques dans le cas d'une copie privée. Les États membres peuvent choisir ou non d'incorporer / transposer cette dernière dans leur droit national.

#### Article 7 Information sur les droits d'auteur
L'article rend illégal la modification ou la suppression d'informations indiquant qu'une œuvre est protégée par le droit d'auteur. De même, il rend illégale la distribution d'une œuvre sans ses informations sur sa nature d'œuvre protégée.

### Le chapitre 4

#### Article 8 Sanctions et recours
L'article prévoit les sanctions et les recours lorsque les droits d'auteurs sont lésés.

#### Article 9 Secteurs juridiques non concernés
L'article indique les autres domaines légaux qui ne sont pas concernés par cette directive, par exemple :
- les brevets, les marques,
- les caractères typographiques,
- la protection des trésors nationaux
- le dépôt légal…

#### Article 10 Date d'application
L'article prévoit que la directive s'applique à partir du 22 décembre 2002.

#### Article 11 Adaptation technique
L'article modifie d'autres directives.

#### Article 12 Calendrier d'évaluation
L'article prévoit un calendrier d'évaluation de la directives, notamment : 
- pour ce qui concerne les exceptions et les limitations aux droits de reproduction, de communication, et de distribution au public d'une œuvre
- dans ses mesures contre le contournement des verrous numériques.

#### Article 13 Mise en œuvre
L'article fixe la mise en œuvre de la directive par les États membres.

#### Articles 14 & 15 Publication au JO et signataires
L'article indique la publication au Journal officiel des Communautés européennes et les signataires de la directive.

## Controverses
Cette directive, très controversée, est, jusqu'à maintenant, l'une des mesures qui a subi le plus de pressions pour être acceptée par le Parlement européen. Dans sa version finale, elle ne comporte que très peu d'exceptions aux mesures de contournement et aux droits exclusifs. Aussi, elle est généralement vue comme une victoire pour les intérêts des tenants des droits d'auteur (publication, film, musique et grande entreprise du logiciel) sur les intérêts des utilisateurs (qui durant le processus de décision, étaient représentés en premier lieu par des bibliothécaires et non des associations de consommateurs).
De nombreux aspects importants ne sont pas décrits dans la directive, ce qui laisse une bonne marge de manœuvre aux États membres dans la transposition de la directive, et qui laisse encore la place aux pressions de tout bord de pousser l'interprétation en sa faveur.
À cause d'une prise de conscience croissante de l'opinion publique, le processus de mise en œuvre et en application n'a pas été complètement sans heurt. Notamment, la transcription en droit français (sous le nom de Droit d'auteur et droits voisins dans la société de l'information, (DADVSI)) suscite de nombreuses critiques et réactions, liées à la manière dont le texte intègre la protection du droit d'auteur et les restrictions techniques au droit légal à la copie privée.
Cette directive européenne a déjà été transposée dans le droit de la plupart des 25 pays de l'Union Européenne (en août 2005), sauf par l'Espagne et la République tchèque.

## Rapport quant à la mise en œuvre
La députée européenne du Parti pirate, Julia Reda, est chargée en 2014 par la Commission des affaires juridiques du Parlement européen  de préparer un rapport sur la mise en œuvre de la directive en Europe. Disponible le 19 janvier 2015 en ligne, le rapport vise à l'harmonisation du droit d'auteur, une adaptation de celui-ci aux usages actuels du public et des entreprises et une protection juridique des œuvres des auteurs.